# Ландремон
Ландремо́н (фр. Landremont) — коммуна во французском департаменте Мёрт и Мозель, региона Лотарингия. Относится к  кантону Понт-а-Муссон.

## География
Ландремон стоит на реке Мозель, расположен в 18 км к северу от Нанси и 31 км к югу от Меца. Соседние коммуны: Виль-о-Валь и Безомон — на западе, Луази и Сент-Женевьев — на северо-западе.

## Демография
Население коммуны на 2010 год составляло 136 человек.
| 1962 | 1968 | 1975 | 1982 | 1990 | 1999 | 2010 |
| ---- | ---- | ---- | ---- | ---- | ---- | ---- |
| 117  | 110  | 86   | 106  | 139  | 126  | 136  |